# 源兼忠 (村上源氏)
源 兼忠（みなもと の かねただ）は、平安時代後期から鎌倉時代初期にかけての公卿。村上源氏雅兼流、権中納言・源雅頼の二男。官位は正三位・権中納言。壬生中納言と号す。雅頼の子孫では兼忠の系統が長く公卿として室町時代まで続いた。

## 経歴
以下、『公卿補任』と『尊卑分脈』の内容に従って記述する。
- 長寛2年（1164年）10月20日、叙爵[1]。
- 仁安3年（1168年）11月20日、従五位上[2]。
- 承安2年（1172年）10月26日、侍従。
- 安元2年（1176年）1月30日、備中権介を兼ねる。
- 治承3年（1179年）1月5日、正五位下[3]。11月18日、右少将[4]。
- 治承4年（1180年）6月29日、大和守を兼ねる。
- 養和2年（1182年）4月9日、修理右宮城使。
- 寿永2年（1183年）12月10日、左少弁。
- 元暦元年（1184年）9月18日、権右中弁。11月7日には近江権介を兼ねる（修理右宮城使）。同月17日には従四位下、大嘗会の国司。
- 文治元年（1185年）10月10日、近江守を兼ねる。12月29日には右中弁、蔵人頭[5]。
- 文治2年（1186年）4月6日、従四位上[6]。12月15日、左中弁。
- 文治3年（1187年）9月15日、修理左宮城使となる。12月4日、正四位下。
- 文治4年（1188年）10月14日、参議。
- 文治5年（1189年）1月18日、加賀権守を兼ねる。
- 建久元年（1190年）8月3日、父雅頼が薨去したため喪に服し、10月9日に復任した。
- 建久4年（1193年）12月9日、従三位。
- 建久5年（1194年）1月30日、周防権守を兼ねる。
- 建久9年（1198年）8月21日、大嘗会の検校。11月9日には備中権守を兼ね、同月21日には正三位。
- 建仁2年（1202年）7月23日、権中納言。
- 建仁3年（1203年）4月25日、権中納言を辞した。
- 承元2年（1208年）3月17日、薨去

## 系譜
- 父：源雅頼（1127-1190）
- 母：藤原家成の娘
- 妻：持明院基家の娘
- 妻：藤原定能の娘
- 生母不明の子女
  - 男子：源雅具（1184-?）
  - 男子：源師憲
  - 男子：源頼方

## 源俊定との関係
『公卿補任』には「養父俊定」と記載があるが、一方で実父雅頼の挙任により右少将に任ぜられたり実父雅頼の薨去により喪に服している。